# Old Offenders
Old Offenders è un cortometraggio muto del 1915 diretto da Anthony O'Sullivan.

## Trama
Crooked Joe cerca di rigare dritto ma il suo vecchio socio Norris vorrebbe che partecipasse a un colpo con lui. Joe si rifiuta e i suoi rapporti con Norris diventano ancora più tesi quando l'ex amico si mette a corteggiare sua moglie. Per disfarsi di lui, Norris lo incastra e Joe va a finire in carcere. Sua moglie, sola e disperata, lascia la loro piccola davanti alla porta di una casa, quella dei Norton, mentre lei muore poco dopo. La bimba cresce con la nuova famiglia. Ormai giovane donna, si innamora di un suo corteggiatore, Dick Ross che, però, è un truffatore complice di Norris. Quest'ultimo costringe Ross a rubare la preziosa collana di diamanti della signora Norton. Joe, intanto, che ha trovato lavoro come maggiordomo proprio dai Norton dove ha riconosciuto sua figlia, segue i due complici fino al lago dove Norris annega. La polizia sospetta di Joe ma non si riesce a ritrovare la collana rubata. Lui, sapendo che è Ross ad averla nascosta in tasca, lo denuncia, dimostrando in questo modo la propria onestà e salvando così anche la figlia da quel matrimonio.

## Produzione
Il film fu prodotto dalla Biograph Company.

## Distribuzione
Distribuito dalla General Film Company, il film - un cortometraggio di una bobina - uscì nelle sale cinematografiche statunitensi il 10 luglio 1915.
Non si conoscono copie ancora esistenti della pellicola che viene considerata presumibilmente perduta.